# 당진 운정리 석장승
당진 운정리 석장승은 대한민국 충청남도 당진시 신평면 운정리에 있는, 돌로 만든 장승이다. 1997년 6월 20일 당진시의 향토유적 제8호로 지정되었다.

## 개요
돌미륵 건립을 향리인 호장이 주도하고 사주, 화주 등이 참여하였음이 확인되어 신평현의 향리와 백성들이 성의 방어와 마을의 편안을 위해서 세운 것임을 알 수 있다.